# NGC 2405/1
NGC 2405/1 је спирална галаксија у сазвежђу Близанци која се налази на NGC листи објеката дубоког неба.
Деклинација објекта је + 25° 54' 22" а ректасцензија 7h 32m 13,9s. Привидна величина (магнитуда) објекта NGC 2405 износи 14,1 а фотографска магнитуда 14,9. NGC 24051 је још познат и под ознакама MCG 4-18-26, CGCG 117-51, VV 643, PGC 21224.